# Colonia Cello
Colonia Cello é uma comuna da província de Santa Fé, na Argentina.